# جان هيل (ممثلة)
جان هيل (بالإنجليزية: Jean Hale)‏ هي ممثلة أمريكية، ولدت في 27 ديسمبر 1938 بسولت ليك في الولايات المتحدة.

## وصلات خارجية
- جان هيل على موقع IMDb (الإنجليزية)
- جان هيل على موقع ألو سيني (الفرنسية)
- جان هيل على موقع أول موفي (الإنجليزية)
- جان هيل على موقع قاعدة بيانات الأفلام السويدية (السويدية)
- جان هيل على موقع قاعدة بيانات الفيلم (الإنجليزية)
- جان هيل على موقع كينوبويسك (الروسية)